# Treutlera
Treutlera là chi thực vật có hoa trong họ Apocynaceae.

## Các loài
- Treutlera insignis Hook.f., 1883: Từ Nepal tới Assam.